# Andrew de Moray
Andrew de Moray,  Moray, Murray (? – późna jesień 1297) – przywódca narodowego powstania Szkotów. Był synem Andrew de Moraya piszącego się z Petty. Majątki tej rodziny szlacheckiej rozciągały się wokół Inverness w północno-wschodniej Szkocji. 
Moray dostał się do niewoli w bitwie pod Dunbar 27 kwietnia 1296 i razem z ojcem oraz wujem był więziony w londyńskiej Tower jako jeden z wielu szkockich możnych. Zbiegł w marcu 1297 i powrócił do rodzinnych włości. Po zebraniu grona zwolenników w zamku Avoch oraz uzyskawszy pomoc mieszczan z Inverness, zaczął prowadzić działania partyzanckie przeciwko garnizonom angielskim w Inverness, Urquhart, Nairn, Forres Elgin i Lochindrob. 25 maja wciągnął w zasadzkę oddział sir Williama de Fitzwarine, konstabla Urquart i obległ jego zamek. Zmuszony do odstąpienia w wyniku interwencji prywatnych wojsk hrabiny Ross, której mąż był zakładnikiem Edwarda, najechał jej dobra i zajął zamek Balcony, z którego uczynił kolejną bazę wypadową. Zniósł wiele mniejszych garnizonów angielskich i zlikwidował władzę urzędników Edwarda, ograniczając panowanie Anglików do najsilniejszych zamków w tym rejonie. Dowodził częścią wojsk szkockich w bitwie pod Stirling, gdzie walczył u boku Williama Wallace'a, w której został jednak śmiertelnie ranny i zmarł po 7 listopada 1297.